# أعمال-للحكومة
التبادل بين الأعمال والحكومة (B2G) هو أحد مشتقات أسلوب تسويق أعمال لأعمال والذي غالبًا ما يُشار إليه بتعريف السوق «تسويق القطاع العام» الذي يشمل تسويق منتجات وخدمات إلى مستويات حكومية مختلفة - بما في ذلك المستويات الاتحادية والمحلية وعلى مستوى الولايات - من خلال تقنيات اتصالات تسويقية متكاملة مثل العلاقات العامة الإستراتيجية والتصنيف والاتصالات التسويقية والإعلان والاتصالات عبر شبكة الإنترنت.
توفر شبكات التبادل بين الأعمال والحكومة منصة للمؤسسات لتقديم عطاءات في الفرص الحكومية التي قُدمت في شكل طلب تقديم العروض على طريقة المزاد العكسي. وتنشر مؤسسات القطاع العام (PSOs) العطاءات في شكل طلبات لتقديم العروض وطلب الحصول على المعلومات وطلب عروض أسعار والبحث عن المصادر وما إلى ذلك ويستجيب الموردون لها.
وعادة ما يكون لدى الوكالات الحكومية عقود معلقة عُقدت بشأنها مفاوضات مسبقة لمقارنة عروض البائعين/الموردين ومنتجاتهم وخدماتهم بالأسعار المحددة. وقد تكون هذه العقود محلية أو اتحادية أو تخص ولاية بعينها وقد يكون بعضها قد سبقته عقود مماثلة في جهات حكومية أخرى (أي أن، قائمة العقود السابقة لولاية كاليفورنيا ستتعرف على الأسعار المعروضة من قبل صاحب عقد الحكومة الاتحادية من خلال قائمة إدارة الخدمات العامة).
ولذا فهناك منصات اجتماعية متعددة متخصصة في هذا السوق الرأسية والتي ازدادت شعبيتها مع إصدار قانون انتعاش أمريكا وإعادة الاستثمار لعام 2009 / برنامج التحفيز وزيادة التمويلات الحكومية المتاحة للكيانات التجارية في كل من المنح والعقود.